# Black River (Pee Dee River)
Der Black River ist ein Schwarzwasserfluss im US-Bundesstaat South Carolina. Sein Einzugsgebiet beträgt 3242,6 km². Er entspringt einem Sumpfgelände südlich von Bishopville. Er fließt danach in südöstliche Richtung, um bei Georgetown in den Pee Dee River zu münden.